# Воинское кладбище № 59 (Пшислуп)
Воинское кладбище № 59 — Пшислуп (пол. Cmentarz wojenny nr 59 - Przysłup) — воинское кладбище, расположенное на расстояние примерно около одного километра от села Пшислуп, Малопольское воеводство. Кладбище входит в группу Западногалицийских воинских захоронений времён Первой мировой войны. На кладбище похоронены военнослужащие Австро-Венгерской и Российской армий, погибшие во время Первой мировой войны в январе-мае 1915 года.

## История
Кладбище было основано в 1915 году по проекту словацкого архитектора Душана Юрковича. На кладбище площадью 163 квадратных метра находится 17 братских и 1 индивидуальных могил, в которой похоронены 60 австро-венгерских и 20 русских солдат.
В 2007—2008 годах кладбище было отремонтировано усилиями Общества Магурыч.

## Описание
Кладбище находится на склоне горы Магуры-Маластовской. Кладбище имеет прямоугольную форму и окружено каменной стеной высотой около одного метра с трёх сторон. В центре одной из стен находится мемориальный памятник в виде креста, окружённый стеной из валунов. В первое время на кладбище располагался большой деревянный крест, который со временем сгнил. На его месте в 2008 году был установлен небольшой каменный крест.
На памятнике находится надпись на немецком языке:
WOLLT IHR DIE HEIMGEGANGENEN
HELDEN EHREN SCHENKT
EUER HERZ DER ERDE
DIE SIE DECKT
(Если хотите почтить павших героев, то подарите своё сердце земле, которая их укрыла).

## Источник
- Oktawian Duda: Cmentarze I wojny światowej w Galicji Zachodniej. Warszawa: Ośrodek Ochrony Zabytkowego Krajobrazu, 1995. ISBN 83-85548-33-5.